# Corps Helvetia Zürich (WSC)

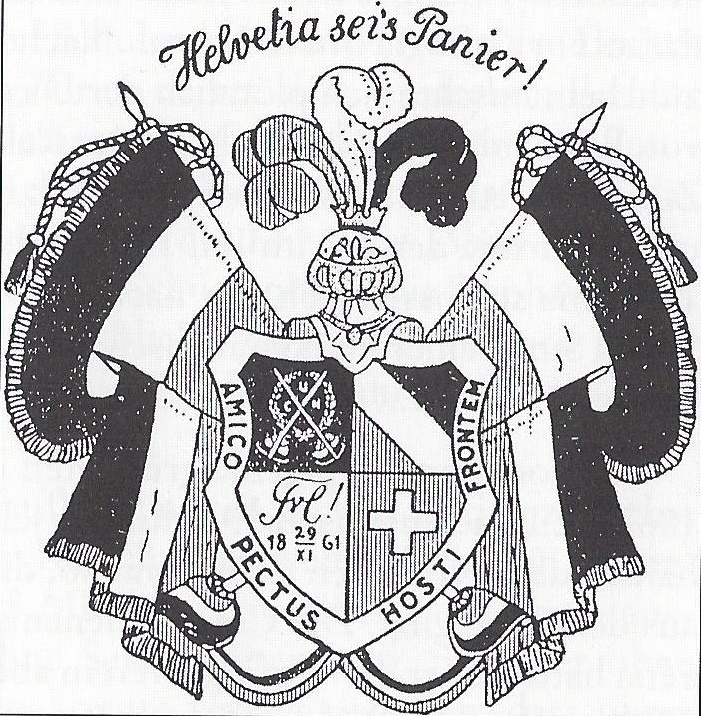
Wappen der Schwarz-Helvetia

Das Corps Helvetia Zürich war eine Studentenverbindung am Eidgenössischen Polytechnikum. Das Corps gehörte zu den Gründern des Weinheimer Senioren-Convents (WSC). Zur Unterscheidung von gleichnamigen Corps an der Universität Zürich war (im Hinblick auf die ursprüngliche Mützenfarbe) auch die Bezeichnung Schwarz-Helvetia üblich.

## Couleur und Wahlspruch
Die Helveten trugen ein Band mit den Farben Schwarz–weiss–rot und silberner Perkussion sowie eine schwarze Studentenmütze, ab dem Wintersemester 1864/65 eine weisse Mütze. Füchse trugen ein silbern eingefasstes Band mit den Farben Weiss–rot.
|  |
|  |
|  |
|  |
|  |

|  |
|  |
|  |
|  |

Der Wahlspruch war Amico pectus, hosti frontem!

## Geschichte

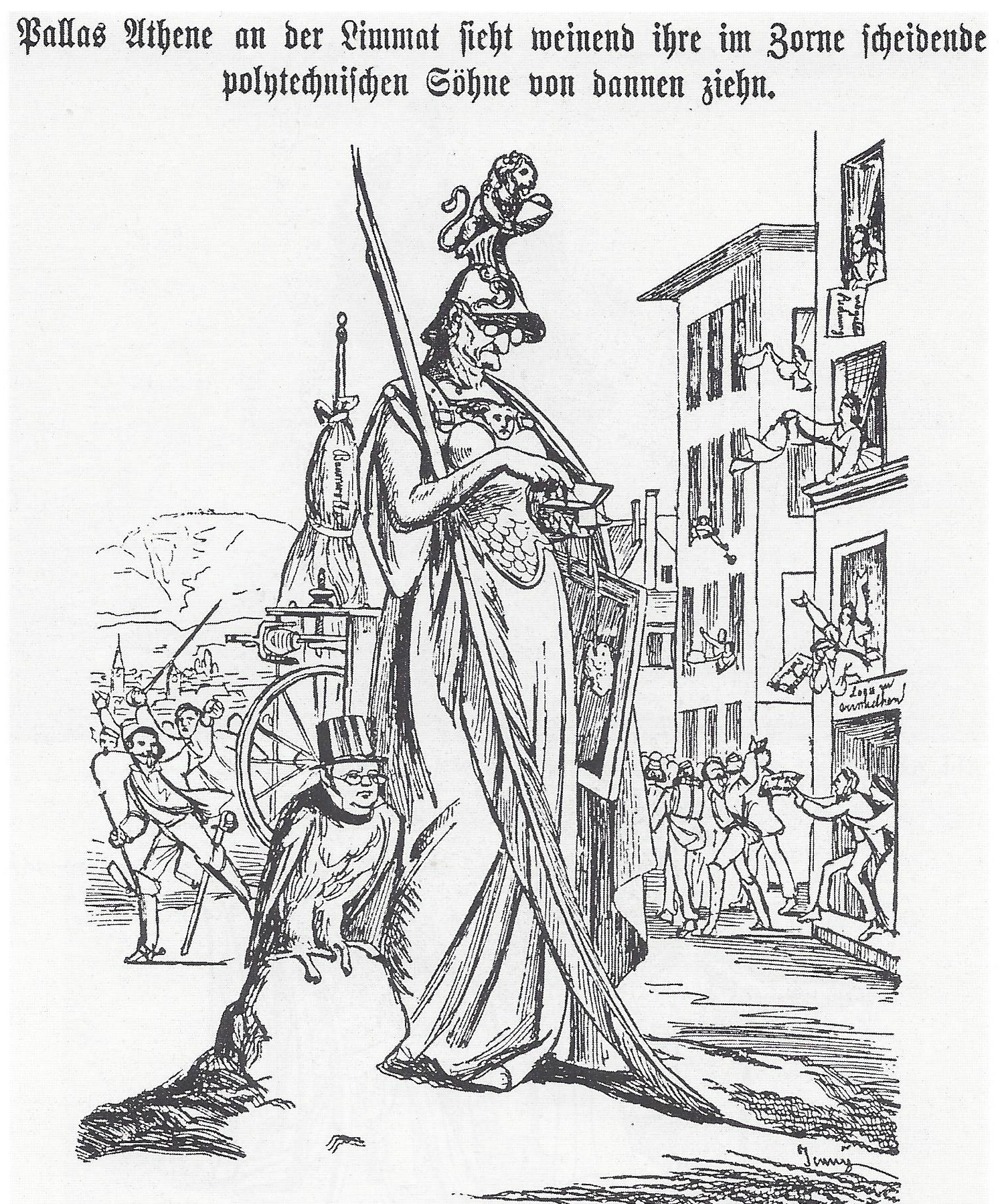
Tränen an der Limmat (1864)

Im Februar 1861 gründeten das Corps Rhenania und die Landsmannschaft Teutonia (das spätere Corps Frisia Karlsruhe) – beides polytechnische Korporationen – mit dem Universitätscorps Tigurinia einen Senioren-Convent. Nachdem der SC wegen Misshelligkeiten bereits im Juli 1861 wieder aufgelöst worden war, gründeten sechs Zürcher Rhenanen am 29. November 1861 das Corps Helvetia. Beide Corps gründeten den Zürcher Senioren-Convent an der Eidgenössischen Polytechnischen Schule. Nach längeren Verhandlungen traten Rhenania und Helvetia mit Tigurinia zu einem gemeinsamen SC zusammen.
Helvetia gehörte am 7. April 1863 in Frankfurt am Main zu den zehn Gründungscorps des Allgemeinen Senioren-Convents (ASC), des späteren Weinheimer Senioren-Convents.
Während Korporationen an der kantonalen Universität sich nach deutschem Vorbild frei entfalten konnten, wurden die Corps und Landsmannschaften am „Poly“ von der Schulverwaltung unterdrückt. Streitigkeiten zwischen der Studentenschaft und dem Direktor führten im Juli 1864 zum Auszug der polytechnischen Studenten nach Rapperswil. Tigurinia schloss sich an. 325 von damals insgesamt etwa 500 Studenten des Polytechnikums reichten die Exmatrikulation ein. Von der großen öffentlichen Anteilnahme zeugt unter anderem eine Karikatur, die in der von Alfred Hartmann in Solothurn herausgegebenen Satirezeitschrift Der Postheiri erschien: „Pallas Athene an der Limmat sieht weinend ihre im Zorne scheidenden polytechnischen Söhne von dannen ziehen.“ In der Folge kam es zu massenhaften Ausweisungen von Studenten und völliger Unterdrückung der Korporationen. Helvetia musste daher wie Rhenania im März 1865 suspendieren. Während Rhenania 1871 in Aachen rekonstituierte (und 1892 nach Braunschweig verlegte), wurde Helvetia nicht wieder aufgetan. Obwohl Helvetia als aktives Corps nur drei Jahre und vier Monate  bestanden hat, nimmt es durch die Gründung des Züricher Senioren-Convents und des Weinheimer Senioren-Convents sowie durch die Teilnahme am Auszug nach Rapperswil eine besondere Stellung in der Geschichte der ETH und des Corpsstudententums ein.

## Farbenlied

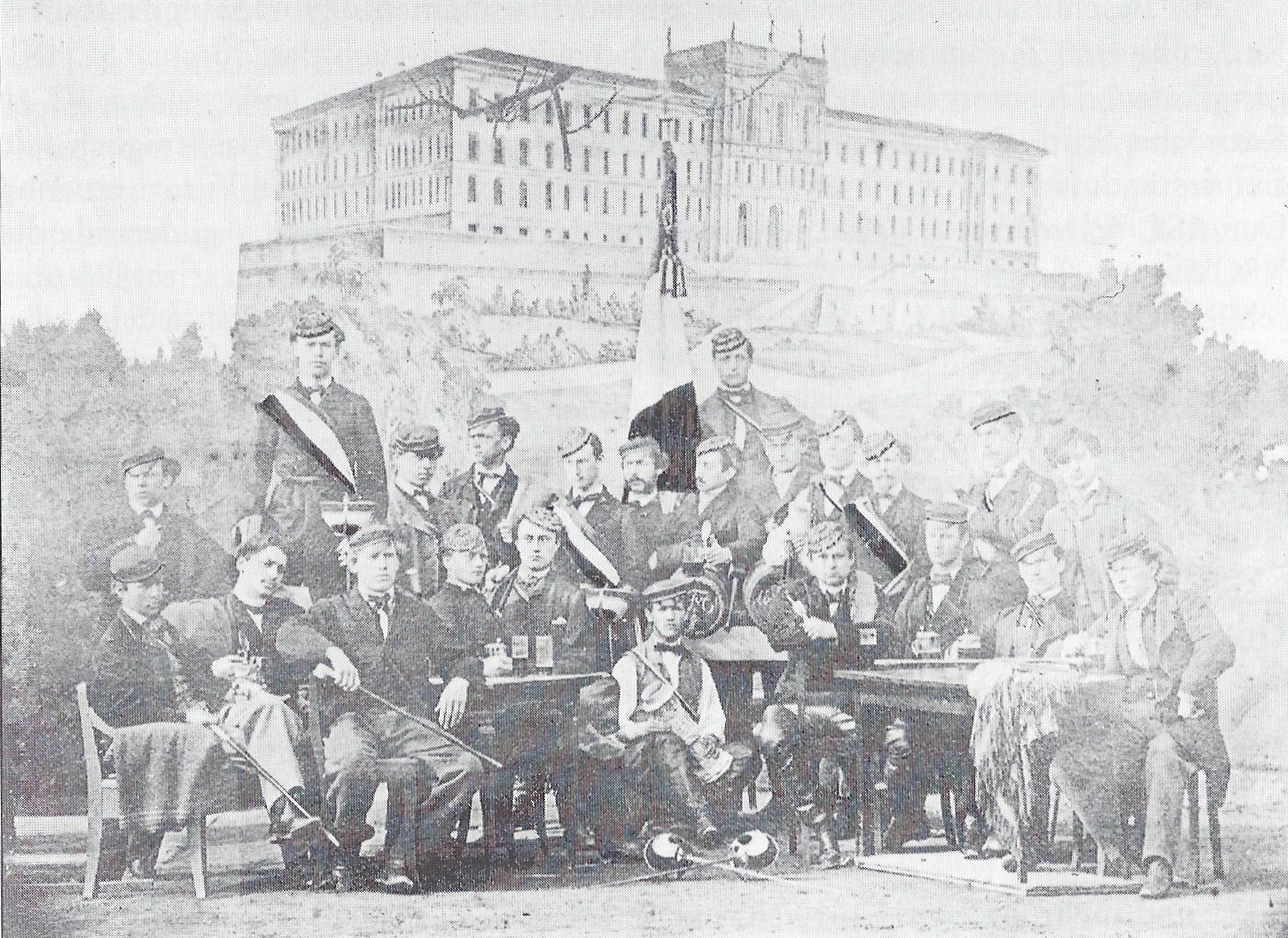
Semesterbild der Helvetia Zürich WS 1864/65

Rot wie die Liebe sei unseres Bundes Zeichen,

Rein wie das Weiß der Geist, der uns durchglüht.

Und dass wir treu, im Tode selbst nicht weichen,

Sei schwarz das Band, das unsre Brust durchzieht.

Ob Fels und Eiche splittern,

Wir werden nicht erzittern.

## Mitglieder
- Arnold Bachofen (1840–1894), Basler Architekt, Schweizer Oberstleutnant, Stifter des Corps
- Wilhelm Bachofen (1841–1922), Basler Bauunternehmer und Grossrat, Stifter des Corps
- Hermann Dingler (1846–1935), Botaniker, Professor an der Forstakademie Aschaffenburg
- Eugen Fahrländer (1844–1917), Oberstkorpskommandant der Schweizer Armee
- Jules Folly (1846–1906), Schweizer Ingenieur und Oberst, Leiter der Abteilung für Festungsbau im Bundesamt für Genie
- Hermann Freuler (1841–1903), Schweizer Politiker, Mitglied des Schweizer Ständerates
- Rudolf Gallati (1845–1904), Schweizer Politiker, Präsident des Schweizer Nationalrates
- Fritz Lotz (1842–1894), Schweizer Architekt und Genie-Oberstleutnant, Kommandant der baselstädtischen Feuerwehr und Basler Grossrat, Stifter des Corps
- Arnold Ringier (1845–1923), Schweizer Politiker, Forstwart und Offizier, Regierungsrat des Kantons Aargau
- Hieronimus Seeli (1838–1912), erster Glarner Kantonsoberförster, Stifter des Corps
- Jakob Johann von Weyrauch (1845–1917), Mathematiker, Rektor der TH Stuttgart